# 198963 Robsnyder
198963 Robsnyder è un asteroide della fascia principale interna. Scoperto nel 2005, presenta un'orbita caratterizzata da un semiasse maggiore pari a 2,285618 UA e da un'eccentricità di 0,110266, inclinata di 4,955115° rispetto all'eclittica.
Fa parte della famiglia di asteroidi Flora.